# Jeannette Rankin

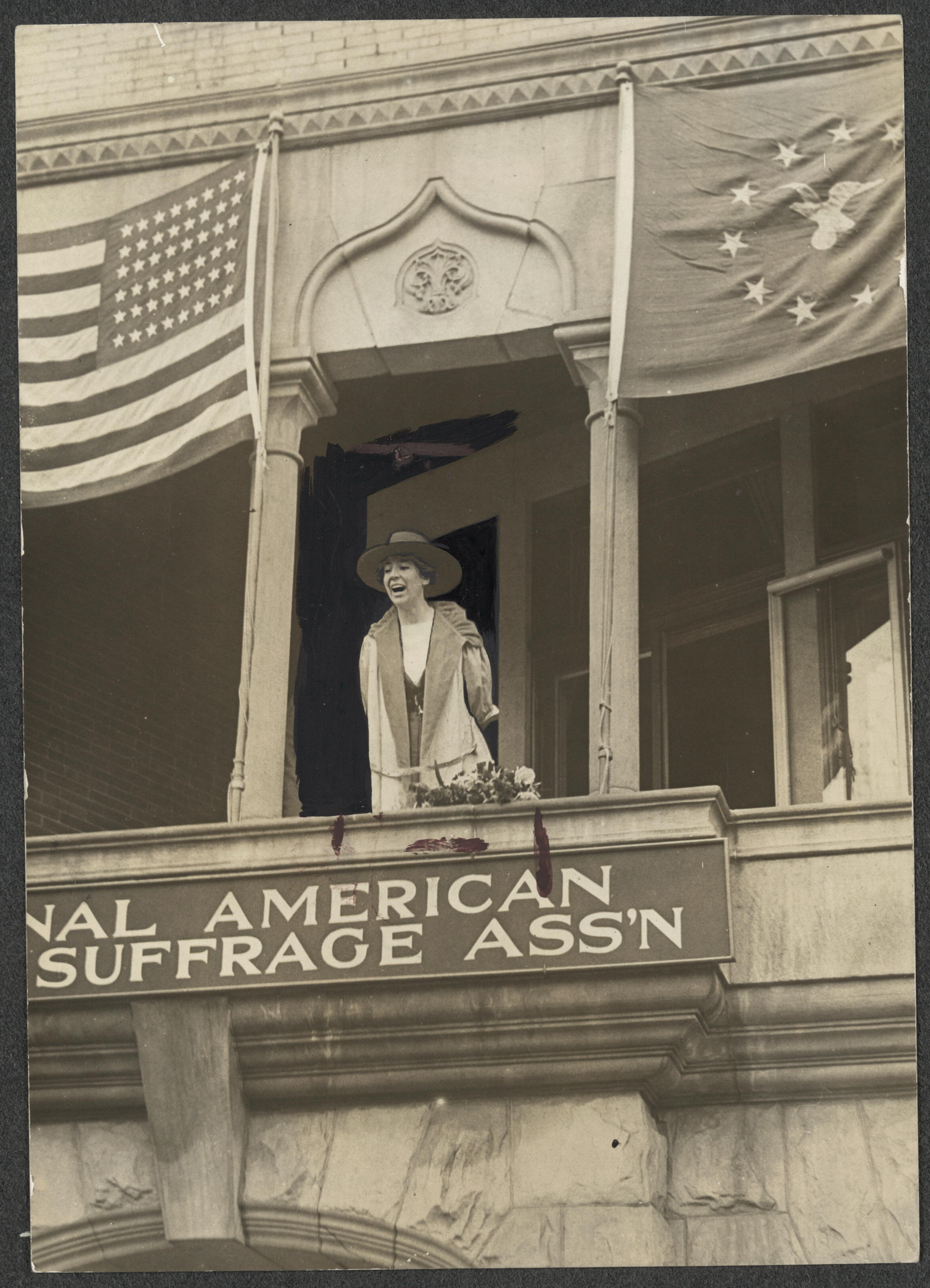
Jeannette Rankin, 1917

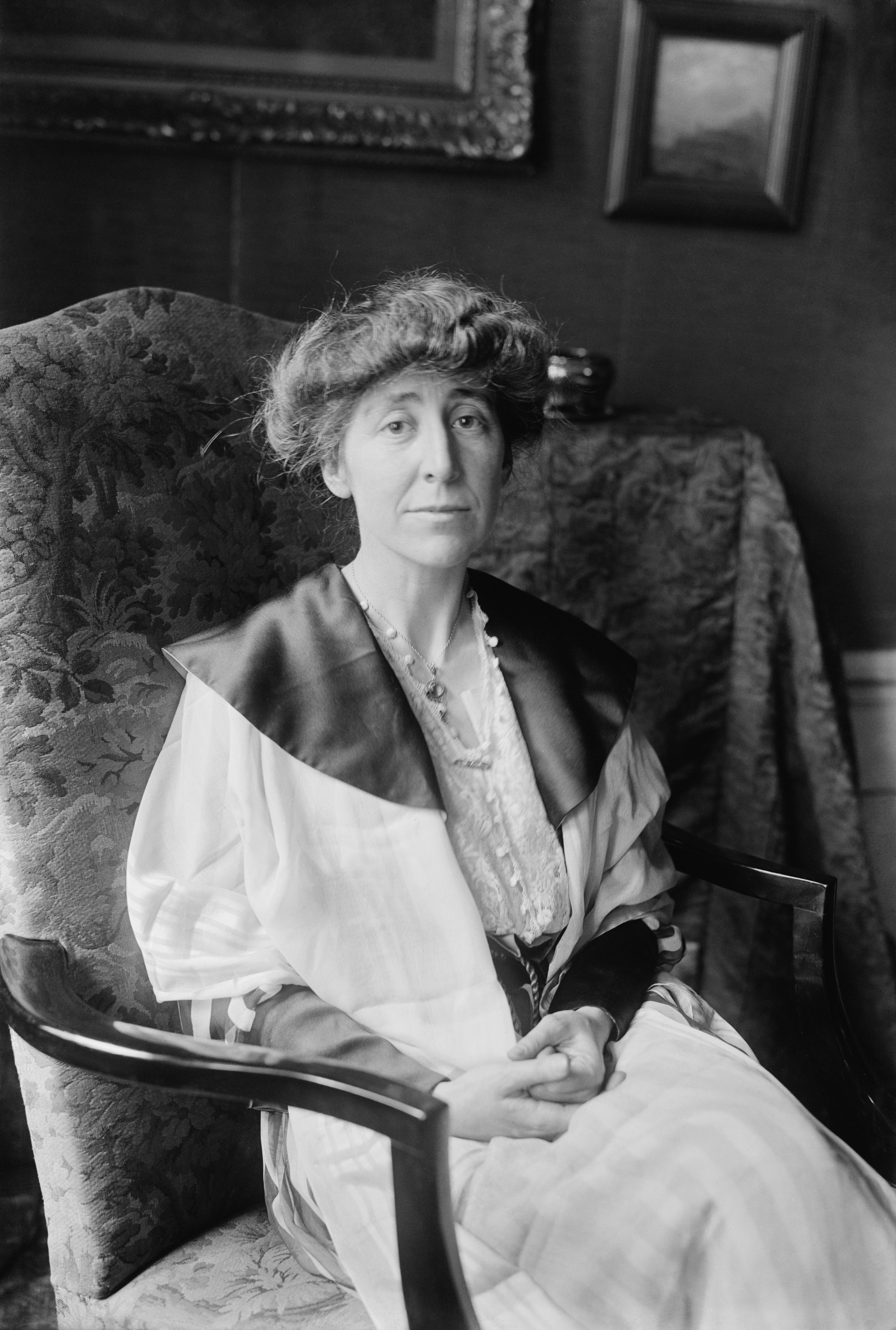
27 lutego 1917

Jeannette Rankin (ur. 11 czerwca 1880, zm. 18 maja 1973) – amerykańska polityk związana z Partią Republikańską, pierwsza kobieta wybrana do Kongresu Stanów Zjednoczonych. Dwukrotnie, najpierw w latach 1917–1919 i ponownie w latach 1941–1943, była przedstawicielką stanu Montana w Izbie Reprezentantów Stanów Zjednoczonych. Była jedyną członkinią Izby Reprezentantów Stanów Zjednoczonych, która głosowała przeciwko przystąpieniu Stanów Zjednoczonych do I i II wojny światowej.

## Życiorys
Jeannette Rankin urodziła się 11 czerwca 1880 w pobliżu miejscowości Missoula w Montanie. Jej ojciec był rolnikiem, a matka nauczycielką. Jeannette była ich najstarszą córką.
W 1902 zdobyła dyplom Montana State University (obecnie University of Montana) i przeprowadziła się do Nowego Jorku. Zaczęła uczęszczać do New York School of Philanthropy (obecnie School of Social Work na Uniwersytecie Columbia). Następnie przez krótki okres pracowała jako pracownica socjalna w mieście Spokane w stanie Waszyngton, po czym rozpoczęła studia na University of Washington w Seattle.
Na uniwersytecie w Seattle Jeannette przystąpiła do ruchu sufrażystek walczącego o czynne prawo wyborcze dla kobiet. Jego postulaty zostały spełnione na uniwersytecie w 1910, a Jeannette została profesjonalną lobbystką na rzecz National American Woman Suffrage Association. Między innymi dzięki jej wystąpieniom i działalności organizacyjnej kobiety w Montanie uzyskały prawa wyborcze w 1914.
W 1916 Jeannette postanowiła kandydować w Montanie do Izby Reprezentantów Stanów Zjednoczonych, mimo że niektóre sufrażystki obawiały się, że jej ewentualna przegrana przyczyni się do osłabienia ich ruchu. Jednak jej reputacja jako sufrażystki oraz pomoc wpływowego brata, Wellingtona, który sfinansował jej kampanię wyborczą, pozwoliły jej 29 sierpnia 1916 uzyskać jedną z dwóch nominacji z ramienia Partii Republikańskiej. W programie wyborczym Jeannette podkreślała swoje dążenia do uchwalenia 19 poprawki do Konstytucji Stanów Zjednoczonych przyznającej prawa wyborcze dla kobiet w całym kraju, a także znaczenie spraw socjalnych. Deklarowała się również jako pacyfistka, niechętnie nastawiona do przystąpienia przez Stany Zjednoczone do trwającej wtedy od dwóch lat w Europie I wojny światowej. W wyborach Jeannette zdobyła drugie miejsce, przegrywając z kandydatem Partii Demokratycznej, Johnem Morganem Evansem o około 7600 głosów i pokonując drugiego kandydata demokratów o około 6000 głosów. Tym samym wygrała jedno z dwóch miejsc przysługujących Montanie w Izbie Reprezentantów Stanów Zjednoczonych. Były to pierwsze wybory federalne w Montanie, w których mogły głosować kobiety.
Kadencja Jeannette Rankin w Kongresie Stanów Zjednoczonych rozpoczęła się w dramatycznych okolicznościach. W kwietniu 1917 Kongres zwołał nadzwyczajną sesję, gdy Niemcy rozpoczęły ataki okrętów podwodnych na konwoje transatlantyckie. Podczas jej zaprzysiężenia 2 kwietnia przywitano ją w Kongresie gorącą owacją na stojąco. Tego samego wieczoru prezydent Stanów Zjednoczonych Woodrow Wilson przemawiał w Kongresie o konieczności wypowiedzenia wojny Niemcom. Wiedząc o jej pacyfistycznych przekonaniach, sufrażystki obawiały się, że głos Jeannette przeciwko wojnie zszarga reputację ruchu i apelowały do niej o rozwagę. Debata na ten temat miała miejsce w parlamencie 5 kwietnia, jednak Jeannette w niej nie uczestniczyła, czego później żałowała. Oddając swój głos przeciwko wojnie, wygłosiła krótkie przemówienie, łamiąc tym samym przepisy Kongresu. Za przystąpieniem Stanów Zjednoczonych do wojny oddano 374 głosy, przeciw – 50. Po głosowaniu natychmiast ostro skrytykowała ją prasa. Od jej głosu również szybko odcięły się sufrażystki z National American Woman Suffrage Association.
Jako pierwsza kobieta w Kongresie Stanów Zjednoczonych, Jeannette Rankin była również zaangażowana w ruch na rzecz praw kobiet. Jesienią 1917 zabiegała o utworzenie parlamentarnej komisji na rzecz prawa wyborczego kobiet, a gdy te starania zostały uwieńczone sukcesem weszła w jej skład. W styczniu 1918 otworzyła swoim przemówieniem debatę na temat poprawki konstytucyjnej przyznającej prawa wyborcze kobietom. Ostatecznie poprawka ta została zaaprobowana przez Izbę Reprezentantów, jednak została odrzucona przez Senat Stanów Zjednoczonych.
Rankin nie ignorowała również swoich wyborców z Montany. Gdy po wypadkach w kopalni w Butte wybuchły zamieszki, starała się o pomoc administracji Wilsona dla górników oraz o poprawę warunków i bezpieczeństwa ich pracy. Jednak właściciele kopalń nie chcieli się spotkać ani z nią ani ze strajkującymi górnikami.
Gdy przed wyborami w 1918 Montanę podzielono na dwa okręgi wyborcze, Rankin postanowiła nie ubiegać się o reelekcję, lecz próbowała kandydować do Senatu Stanów Zjednoczonych. Jednak nie udało jej się uzyskać nominacji Partii Republikańskiej.
W okresie międzywojennym Jeannette zaangażowała się w działalność pacyfistyczną i społeczną.
W 1940 nadciągający kryzys wojenny spowodował, że Rankin postanowiła powrócić do Kongresu. Wygrała wybory w drugim okręgu wyborczym w Montanie zdobywając 54% głosów. Rankin była w drodze do Detroit podczas japońskiego ataku na Pearl Harbor. Wydarzenie to spowodowało, że natychmiast powróciła do Waszyngtonu. Podczas kongresowej debaty nad wypowiedzeniem przez Stany Zjednoczone wojny Japonii i przystąpieniem do II wojny światowej przewodniczący Izby Reprezentantów, Samuel Taliaferro Rayburn próbował nie dopuścić jej do głosu. Inni kongresmeni próbowali ją przekonać do oddania głosu za rezolucją. Ostatecznie, gdy oddawała głos, wygwizdano ją. Rezolucja została uchwalona stosunkiem głosów 388 do 1. Po głosowaniu ze względów bezpieczeństwa Jeannette musiała wrócić do swojego biura pod ochroną policji. Głosowanie sprawiło, że przez resztę kadencji koledzy i prasa zaczęli ją ignorować. Rankin postanowiła nie ubiegać się o reelekcję.
Resztę życia Rankin spędziła w Montanie i Georgii. Lubiła też podróżować do Indii. Fascynowała ją osobowość Mahatmy Gandhiego. Podczas wojny wietnamskiej, w styczniu 1968 prowadziła w Waszyngtonie pięciotysięczny pokojowy marsz, zwany „brygadą Jeannette Rankin”. Na krótko przed śmiercią rozważała również ponowne kandydowanie do Kongresu Stanów Zjednoczonych na znak protestu przeciwko wojnie.
Jeannette Rankin zmarła 18 maja 1973 w Carmel-by-the-Sea w Kalifornii. Po śmierci jej ciało zostało skremowane, a prochy rozrzucone nad oceanem.